# Медведь (карабин)
Медве́дь — семейство советских самозарядных охотничьих карабинов, предназначенных для промысловой охоты на крупного и среднего зверя.

## История
Оружие было разработано в 1961 году инженером-конструктором отдела главного конструктора «Ижмаша» Б. М. Зориным вместе с ещё несколькими коллегами на основе разрабатывавшейся параллельно в бюро спортивного оружия того же завода снайперской винтовки Драгунова (тогда опытной ССВ-58).
В конце 1960-х годов были проведены испытания экспериментального образца карабина «Медведь», оснащенного прибором ночного видения.
В Российской Федерации карабины серийно не выпускались, однако «Медведь-4» был представлен на стенде ОАО «Ижмаш» на выставке «ВТТВ-1999» (Омск, 1999 год) и предлагался к производству и продаже по отдельному заказу даже в начале 2008 года

## Описание
Запирание канала ствола производится затвором с тремя боевыми упорами. Перезаряжание карабина — автоматическое, с использованием энергии части пороховых газов, отводимых из канала ствола в газовую камеру, которые, давя на поршень, отводят затвор в заднее положение и сжимают возвратную пружину. Она досылает затвор вперед, подавая при этом очередной патрон из магазина в патронник. По израсходовании патронов затвор остается в крайнем заднем положении для облегчения снаряжения магазина патронами. Ударно-спусковой механизм курково-ударникового типа находится в отделяемой спусковой коробке. Конструкция УСМ позволяет вести стрельбу только одиночными выстрелами. Взведение курка и сжатие боевой пружины производится при движении затвора назад. При нажатии на спусковой крючок курок ударяет по ударнику, разбивающему капсюль-воспламенитель патрона. Предохранитель запирает шептало и исключает перезарядку карабина.
Канал ствола, патронник и затворная рама хромированы, в канале ствола — шесть правых нарезов. Питание патронами производится из коробчатого магазина на 3 патрона 9×53 мм R («Медведь-1» и «Медведь-2») или на 4 патрона 7,62×51 мм А («Медведь-3» и «Медведь-4»). Спуск не регулируемый, усилие спуска в пределах 1,5 — 2,5 кг.
Прицельные приспособления — открытого типа, также на оружие устанавливался оптический прицел (четырёхкратный ПО-4×34 или шестикратный ТО-6П).
Карабин надёжен и удобен в эксплуатации и обслуживании.

## Варианты и модификации
- СОК-9 «Медведь» — модель 1961 года под патрон 9×53 мм R, в 1965 году стоимость карабина составляла 130 - 150 рублей[7]; удостоен золотой медали и диплома на Международной Лейпцигской ярмарке 1965 года[1], выпускался в 1965—1975 гг. В общей сложности выпущено 150 шт.
- «Медведь-2» — модель под патрон 9×53 мм R.
- СОК-308 «Медведь-3» — модель под патрон 7,62×51 мм А, разработан в 1970—1971 годы, выпускался с 1975 года примерно до 1980 года. В 1998 году карабин повторно сертифицирован в Российской Федерации.
- «Медведь-4» — более поздняя модификация под патрон 7,62×51 мм А[1]. В 2001 году карабин повторно сертифицирован в Российской Федерации под патрон .308 Win[источник не указан 1316 дней]

## Боеприпасы
Советский охотничий патрон 7,62×51 мм А (ГОСТ 21169-75) снаряжен нитроглицериновым порохом и не является взаимозаменяемым с патронами 7,62×51 мм НАТО (по мощности).
Патроны 7,62×51 мм А были сняты с производства в начале 1990-х годов, но для стрельбы из советского оружия в РФ производятся охотничьи патроны 7,62×51М .308 Win.